# Anatoli Barhylevytsj
Anatoli Vladyslavovytsj Barhylevytsj (Oekraiens: Анатолій Баргилевич) (Omelianivka, 8 april 1969) is een Oekraïense generaal-majoor en sinds 9 februari 2024 chef van de generale staf van de strijdkrachten van Oekraïne. Daarvoor was hij commandant van de territoriale strijdkrachten.

## Biografie
Barhylevytsj werd geboren in 1969 in Omelianivka, Zjytomyr in de voormalige Sovjet-Unie. Hij studeerde af aan de Hogere School van het Tankcommando van Tasjkent. 

## Militaire carrière
Barhylevytsj is sinds 1986 in militaire dienst. Na de onafhankelijkheid van Oekraïne op 24 augustus 1991 kwam Barhylevytsj in dienst van de Oekraïense krijgsmacht. In 2014, aan het begin van de oorlog in Oost-Oekraïne, bekleedde hij de functie van hoofd van de afdeling operationele opleiding van het operationele hoofddirectoraat van de generale staf. Later werkte hij op het hoofdkwartier van de Anti-Terroristische Operatie. Sinds 2016 is hij hoofd operaties en plaatsvervangend stafchef van het commando voor de landstrijdkrachten van de strijdkrachten van Oekraïne. 
Op 23 augustus 2017 ontving hij de bevordering tot generaal-majoor. Van 2020 tot 2022 werd hij plaatsvervangend bevelhebber van de grondtroepen. In 2022 werd hij stafchef van de Khortytsia operationele en strategische groep. Op 9 oktober 2023 werd hij benoemd tot bevelhebber van de territoriale strijdkrachten van de strijdkrachten van Oekraïne. Op 9 februari 2024 werd hij door president Zelensky benoemd tot chef van de generale staf van de strijdkrachten van Oekraïne. Hij volgde Serhij Sjaptala op die samen met andere hogere militairen werden vervangen. De benoeming van Barhylevytsj was gedaan op aanbeveling van de nieuwe hoogste commandant, Oleksandr Syrsky, die op 8 februari 2024 werd benoemd als opvolger van generaal Zaloezjnyj. De vernieuwingen waren volgens de Oekraïense president noodzakelijk omdat tot dan toe de doelen niet werden bereikt.

## Privé
Barhylevytsj is getrouwd en heeft 2 kinderen.